# Instruments de musique Kongo

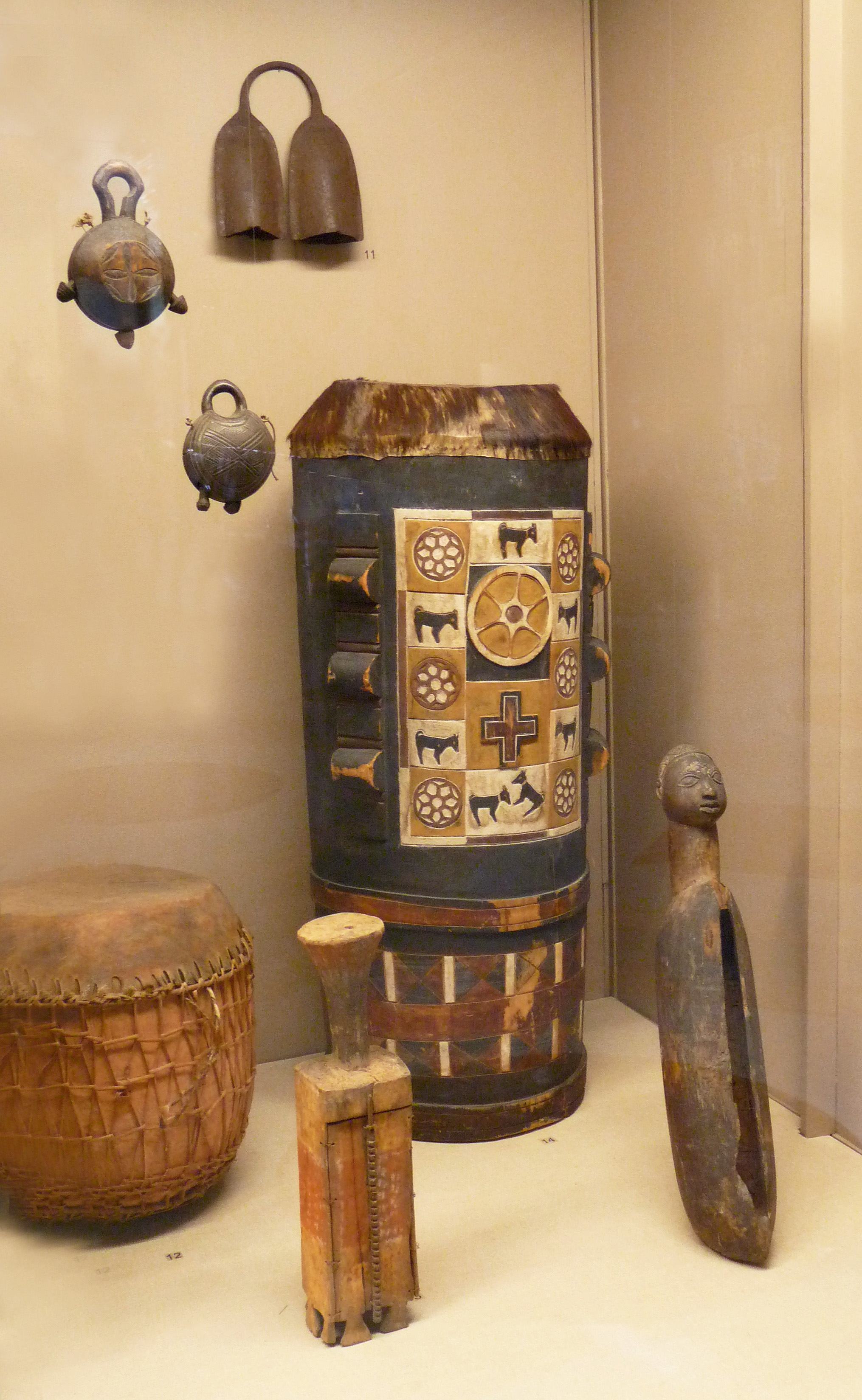
Instruments de musique Kongo. Au centre, grand tambour dont la caisse de résonance est décorée de motifs géométriques et animaliers, utilisé pour les cérémonies rituelles. (Musée royal de l'Afrique centrale)

Les instruments de musique du peuple Kongo en particulier ou d’Afrique centrale en général, sont nombreux et divers. Ils sont toutefois peu connus du grand public, que ce soit en Afrique même ou ailleurs en Europe et en Amérique. En se basant sur l'organologie, on distingue :

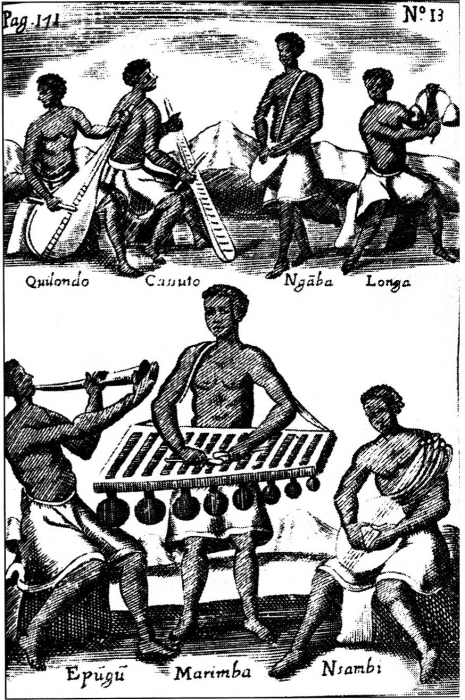
Instruments de musique Kongo, gravure extraite de Girolamo Merolla da Sorrento, 1692

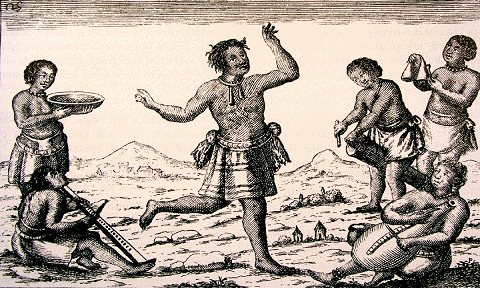
Gravure de Giovanni Cavazzi da Montecuccolo, publié dans Istorica descrizione de tre regni : Congo, Matamba ed Angola, 1687

## Instruments de percussion (membranophones)
Ce sont des instruments dont le son est produit par la vibration d’une membrane. Celle-ci peut être frappée en se servant des mains, d'un accessoire, ou encore mise en vibration par l’intermédiaire d’une tige qui lui est attachée.

### Tambour oungoma
Le ngoma est le mot générique pour désigner tous les tambours. Un grand ngoma peut facilement atteindre un mètre de haut, et entre trente et quarante centimètres de diamètre. Ces tambours sont taillés à partir de longs troncs d’arbres, évidés et écorcés. L’arbre le plus utilisé pour ces instruments est le ngom-ngoma ou nsaga-nsanga (Ricinodendron heudelotii). 
Ils sont de forme cylindrique, parfois légèrement conique. La membrane est faite d’une peau de vache, de mouton ou d’antilope, fixée à l’aide de clous de matériaux divers. L’accord (yandula) se fait sous l’action de la chaleur.
Le tambourinaire orne fréquemment ses poignets de grelots (nsansi) pour ajouter un timbre supplémentaire. Il joue à mains nues, mais peut utiliser une baguette pour frapper le flanc du fût de bois. Généralement joués debout, les tambours sont tenus obliquement entre les jambes, et attachés à la taille par une corde ou une lanière de cuir passée à travers une poignée fixée à l’instrument.
Le Petenge a la particularité d’être rectangulaire et posé sur deux pieds. Ce tambour est doté de peau de mouton, d'antilope ou de chèvre et se joue à l'aide des mains et d'un talon de pied.[vidéo] « Kiazi Malonga joue le Petenge », sur YouTube
Le Ndanda yombé ou vili a la particularité d'avoir la face de ses deux extrémités recouvertes de peaux. Mais une seule face est utilisée pour battre la mesure. Son corps cylindrique mesure jusqu'à 3 mètres de long. Le cuir des deux faces est tendu grâce aux lanières en peau de mouton ou d'antilope,.

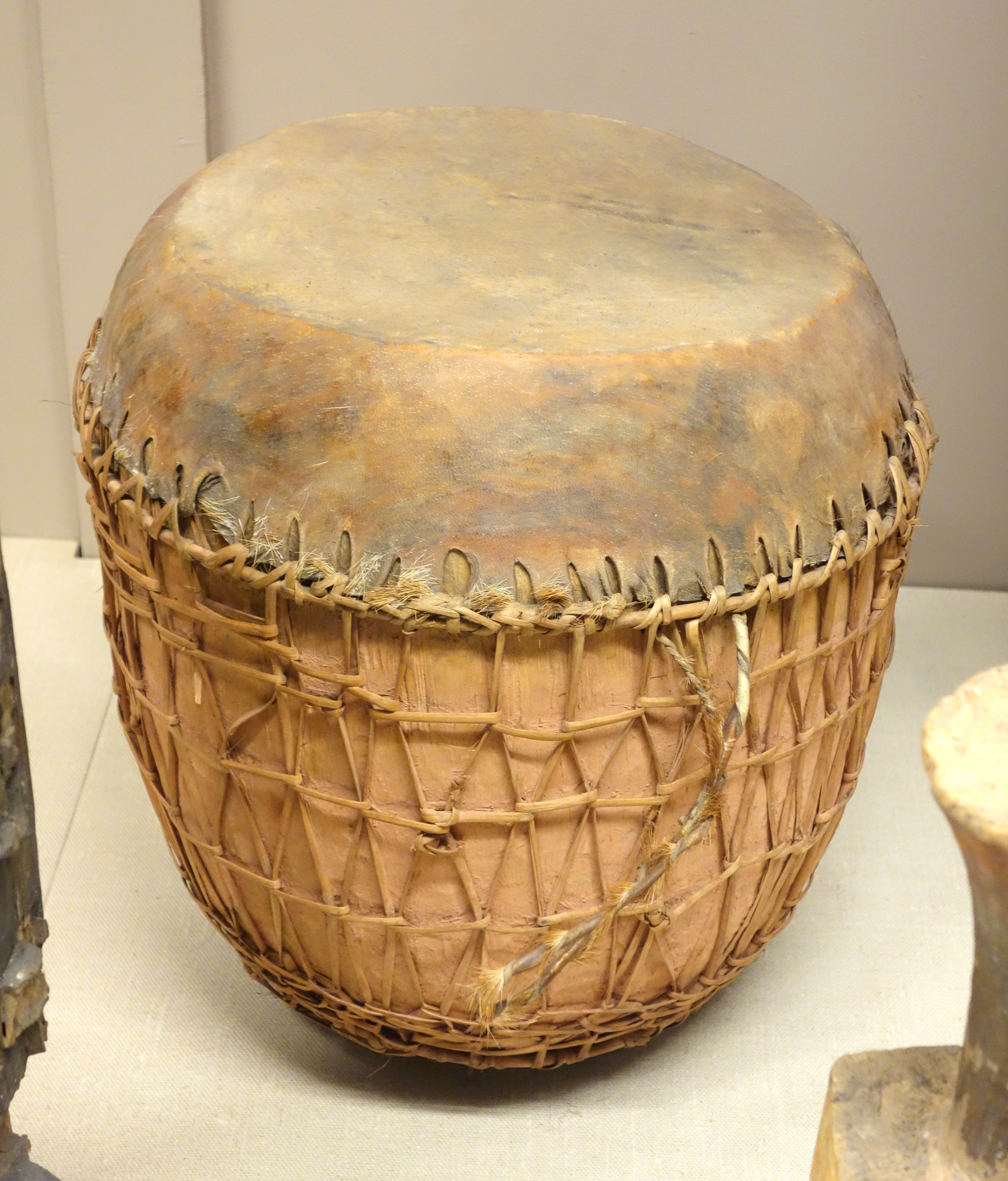
Tambour Kongo (ndungu) (Musée royal de l'Afrique centrale)

## Instruments à vent (aérophones)
Ce sont des instruments dont la vibration est provoquée par le passage d’une colonne d’air insufflée par le souffle de l’exécutant ou par un intermédiaire mécanique. Les aérophones présents dans la culture Kongo sont de deux types : les flûtes (et les sifflets qui fonctionnent selon le même principe) et les trompes. 

### Les sifflets
Les sifflets (Nsiba, Kimbila, Mbambi, etc.) ont surtout une fonction de communication chez les Kongo, bien plus qu’une fonction musicale. 

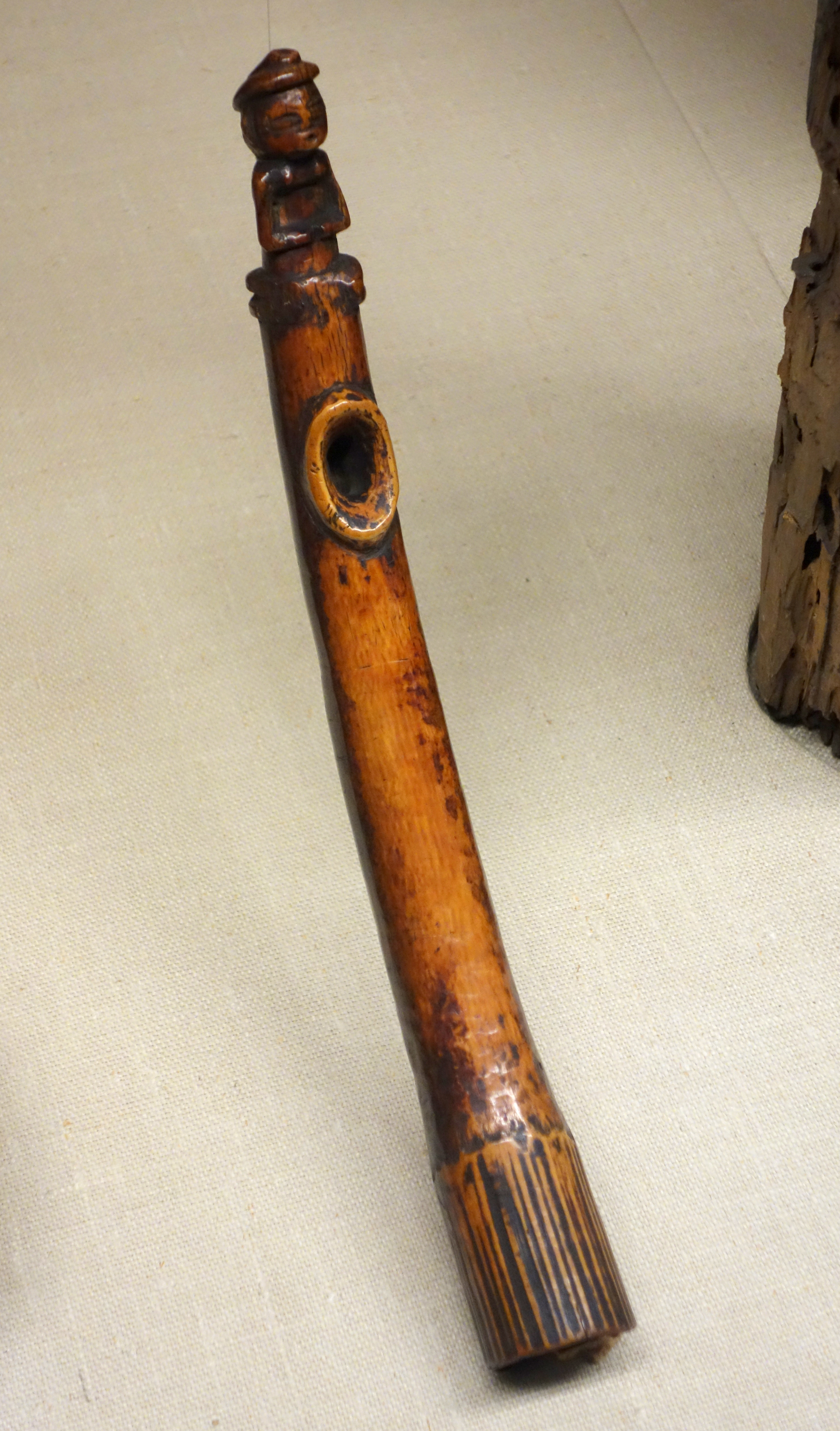
Sifflet Kongo - (Musée royal de l'Afrique centrale)
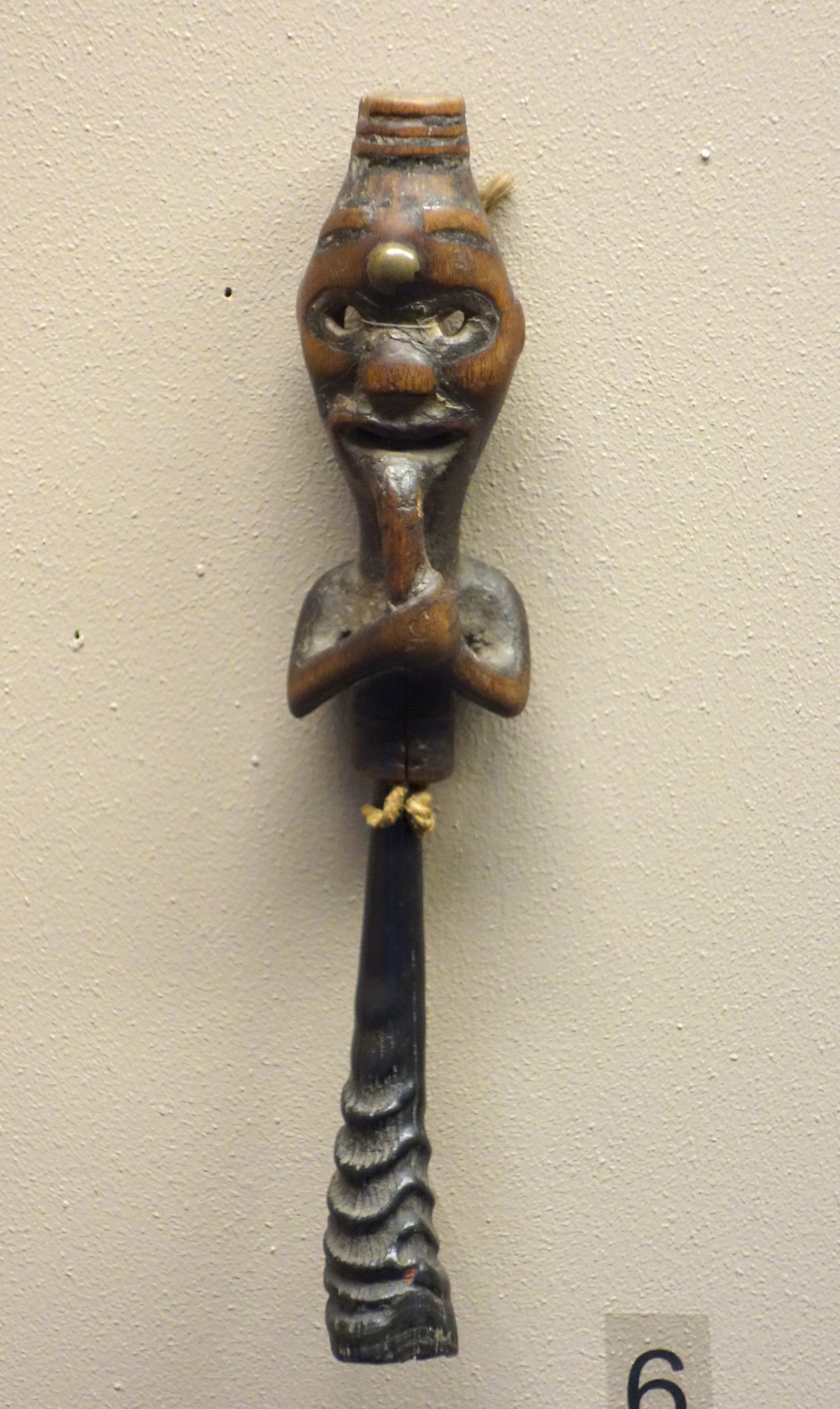
Sifflet Kongo (nsiba) - (Musée royal de l'Afrique centrale)

### Les trompes

#### Les trompes traversières ordinaires
La production du son des trompes traversières des Kongo se fait par la vibration des lèvres de l’exécutant dans l’embouchure latérale. Il s’agit d’un instrument noble, attaché à la cour du roi ou du chef local. Il est aussi bien apprécié par son utilisation musicale que pour ses capacités de messager.  Elles peuvent être faites en cornes de buffles, d’antilopes ou en défense d’éléphants.

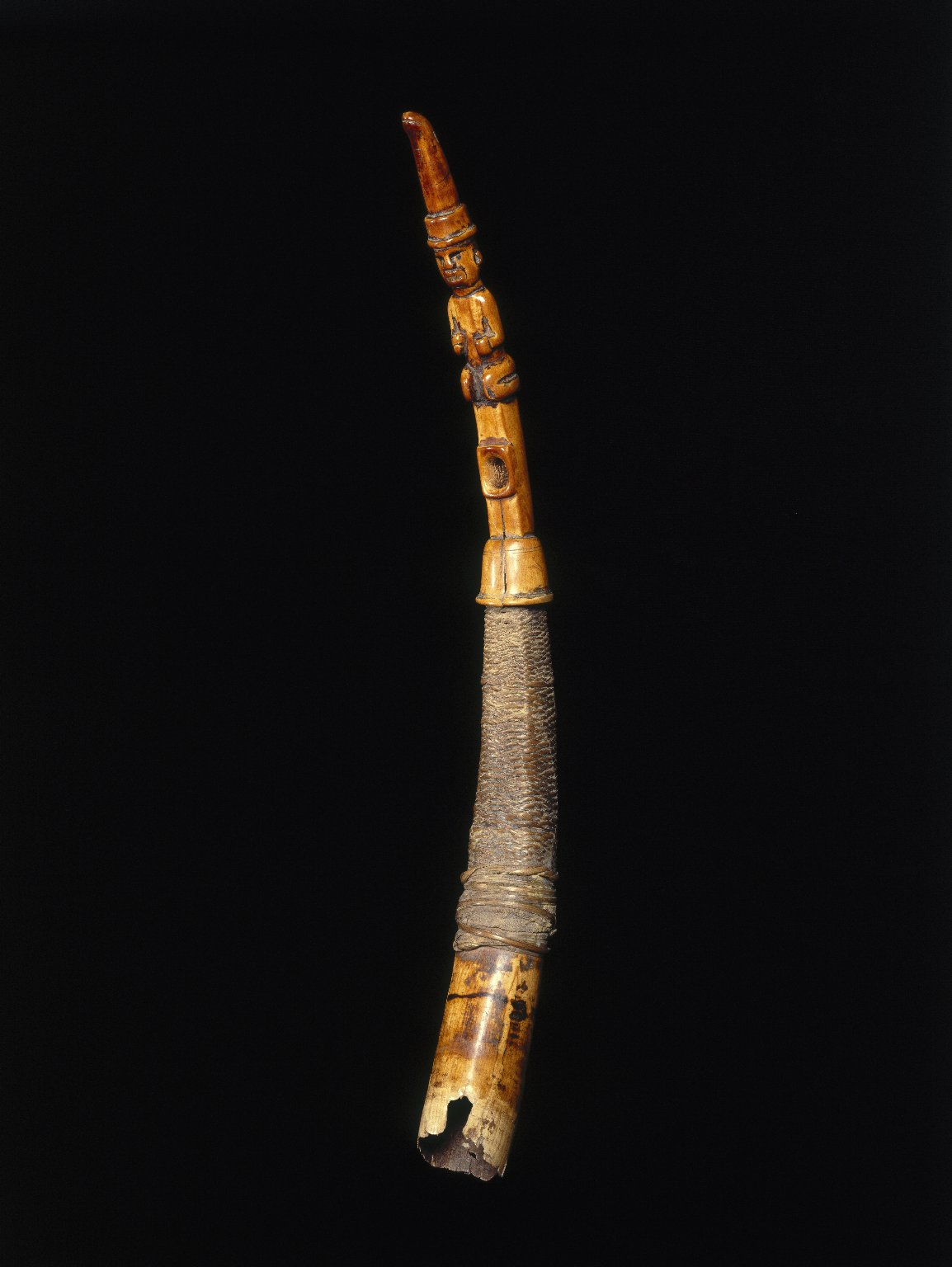
Corne traversière - Mpungi ou Kithenda - (Brooklyn Museum)

#### Les trompes royales
Taillés dans d'entières défenses d’éléphants, ces instruments étaient des symboles de puissance et d'appartenance propres aux chefs. Ils apparaissaient alors au sein d'orchestres royaux. Ces trompes spécifiques étaient bien plus grandes que celles utilisées dans un contexte de chasse.  Pour les rendre encore plus impressionnantes, l’extrémité était souvent ornée d’une peau de serpent ou de léopard. Elle pouvait également être prolongée par un morceau de bois, aussi recouvert d’une peau animale, qui amplifiait les dimensions et la sonorité de l’instrument.
Actuellement, le terme mpungi désigne la trompe en général. Au temps du royaume Kongo, ce terme désignait spécifiquement les trompes en ivoire, instrument des rois et des chefs. L’instrument a progressivement perdu sa noblesse au cours du XVIIIe siècle, avec la chute des rois.

## Les instruments à cordes (cordophones)
Le son produit par ces instruments provient de la vibration d’une ou plusieurs de ses cordes. Cette vibration est transmise et amplifiée par la table d’harmonie.
Chez les Kongo, on trouve deux types de cordophones : les instruments à cordes frottées, et les instruments à cordes pincées.

### Les instruments à cordes frottées
Le son est obtenu de l’action d’un archet sur les cordes de l’instrument. Cet archet adhère et relâche les cordes d’un mouvement rapide et imperceptible, les mettant ainsi en vibration. Les instruments à cordes frottées de l’Afrique centrale ne comportent généralement qu’une ou deux cordes.

### Les instruments à cordes pincées
Le son est obtenu par le pincement et le relâchement des cordes. L’exécutant utilise pour cela son doigt, ou un élément intermédiaire (plectre qui peut être une petite branche ou une fibre de liane séchée). Un seul exemplaire de cette famille est présent chez les Kongo, il s’agit du pluriarc (Nsambi, Tsambi, Lusinga, etc.). En 1692, le chroniqueur Merolla qui l'appelle nsambi, remarque que cette "espèce de guitare" possède cinq arcs dont on modifie la concavité pour l'accordage , [vidéo] « Présentation d’un Nsambi Kongo au Musée du Quai Branly », sur YouTube.

## Les idiophones
Cette catégorie regroupe tous les instruments ne faisant pas partie des trois précédentes. Ces instruments produisent un son par eux-mêmes lorsqu’ils reçoivent l’impact d’un élément étranger ou d’une de leurs propres parties. Il s’agit de la famille la plus représentée en Afrique centrale. Ils sont ici séparés en deux groupes : les idiophones par frappement (et aussi par entrechoc, pour la cloche à battant interne) et les autres types de mise en vibration de l’instrument (par agitation, raclement, pincement).

### Les idiophones par frappement
La percussion du matériau des idiophones par frappement est produite par un élément distinct de ceux-ci.

#### Les cloches métalliques
Ces cloches (Longa, Tchikongo Tchiungu, Ngunga, Ngung, Ngongi (Ngonji, Ngondji), etc.) sont en forme de cône, simple ou double. Lorsqu’elles sont doubles, les deux cônes sont reliés sur un manche. Elles sont faites en métal, et le manche est en fer. Il peut être renforcé par des ajouts de jonc ou de lianes. Elles possèdent, ou non, un battant interne, en fonction de leur rôle et de leur taille.
Lorsqu’elles sont dépourvues de battant interne, le joueur les frappe au moyen d’une baguette de bois avec, ou non, une extrémité en caoutchouc. La cloche double est le symbole du chef, elle est utilisée pour annoncer les guerres, les enterrements, le décès d’un dirigeant, les décisions de justice. Elle peut également faire office de rythmique pour accompagner la danse ; certains danseurs attachent même les cloches à feuilles d’acier à leurs pieds et autour de leur taille. Les cloches de métal, simples ou doubles, font partie des instruments les plus anciens du royaume Kongo. Elles étaient quasi systématiques dans les ensembles instrumentaux accompagnant les danses.

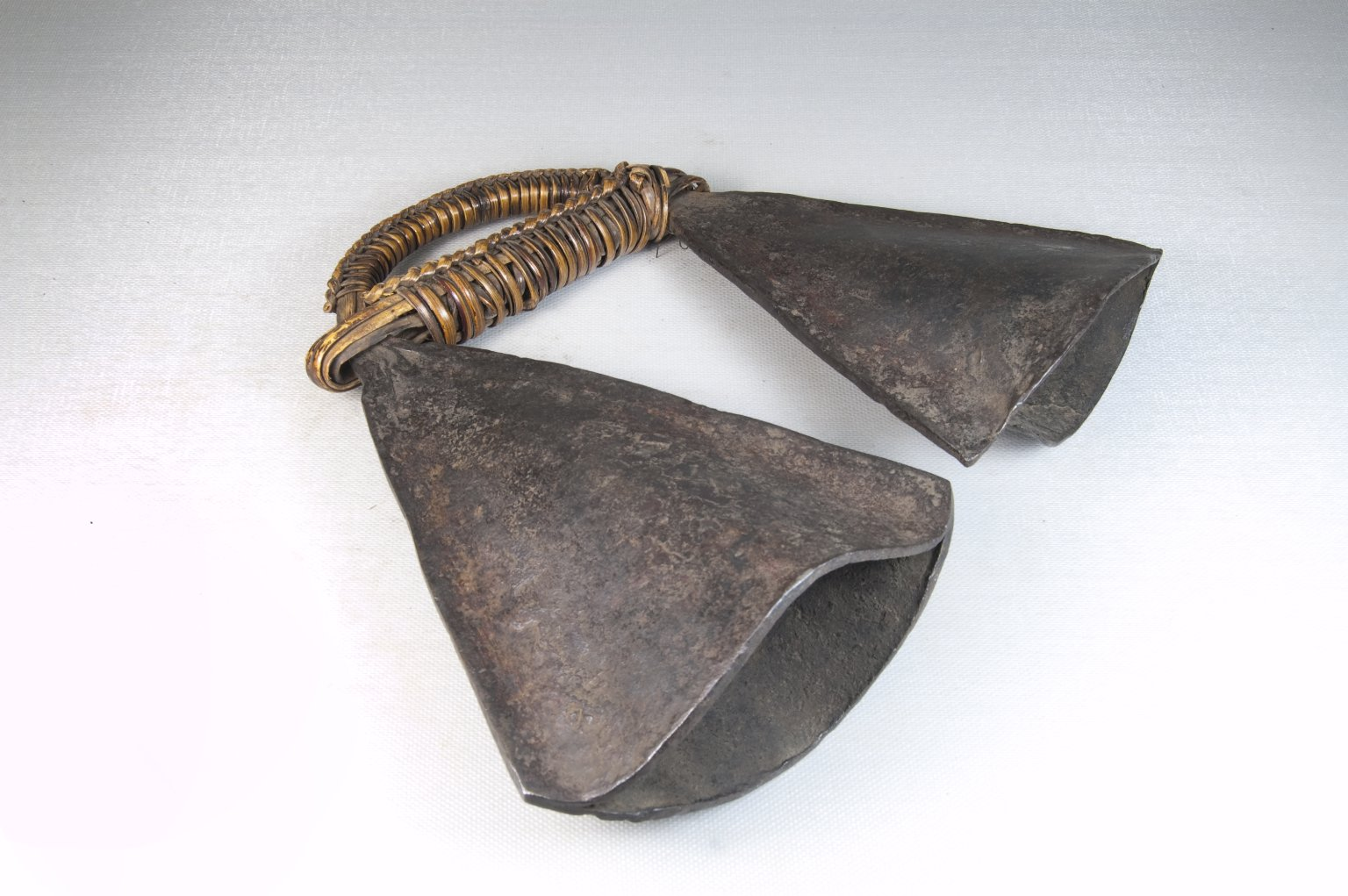
Double cloche métallique (Brooklyn Museum)
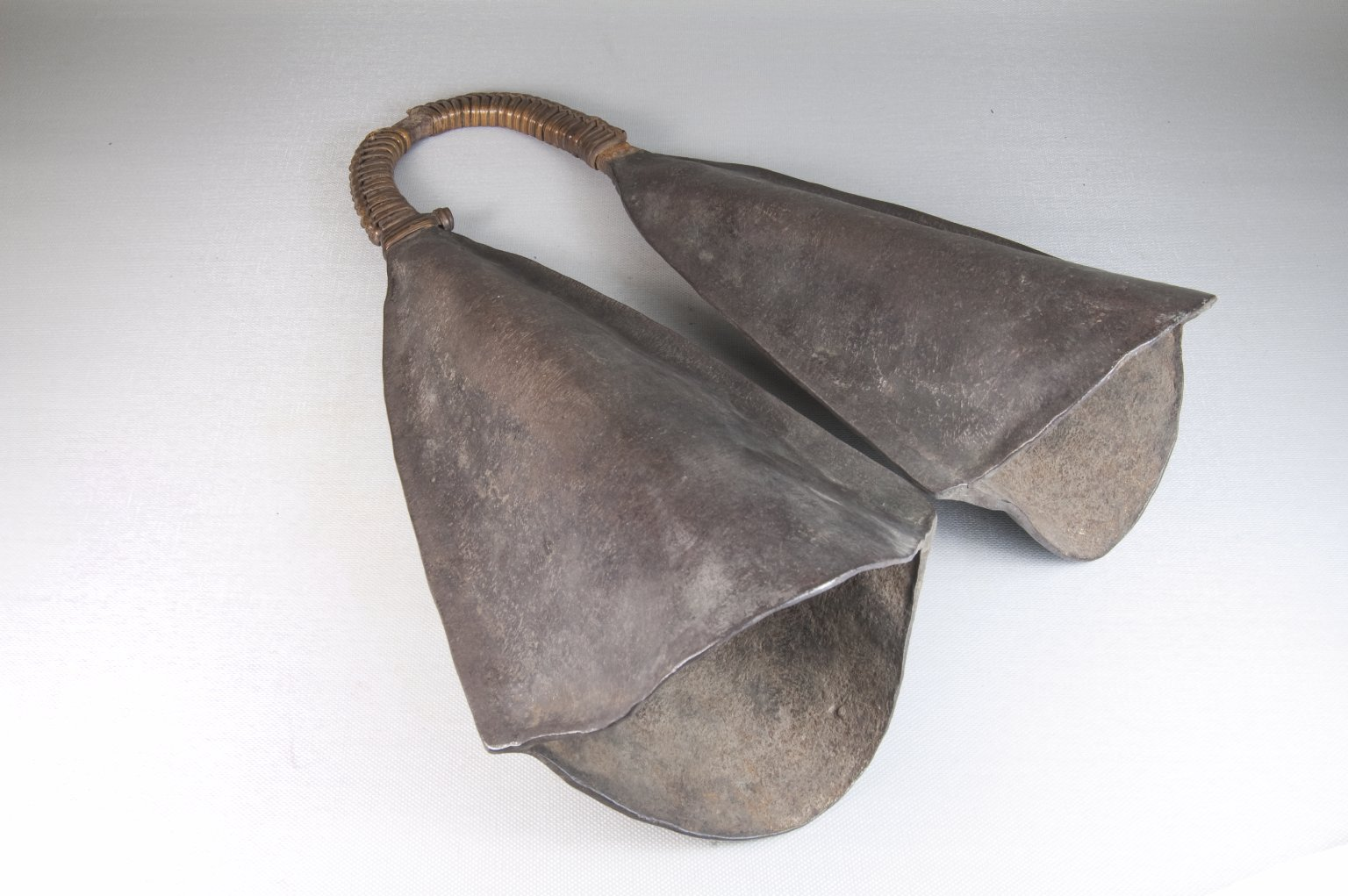
Double cloche métallique (Brooklyn Museum)
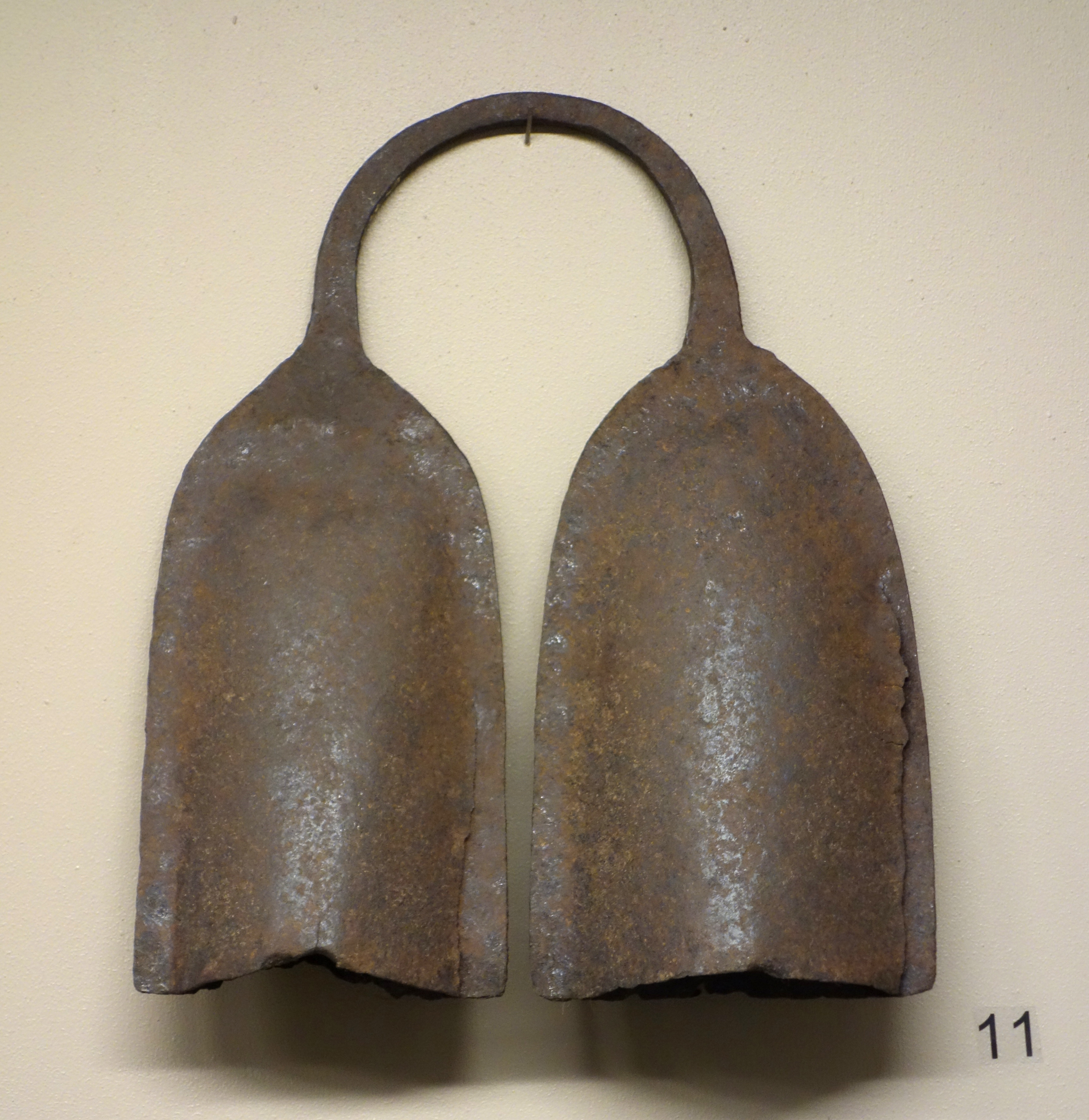
Double cloche métallique Kongo - (Musée royal de l'Afrique centrale)
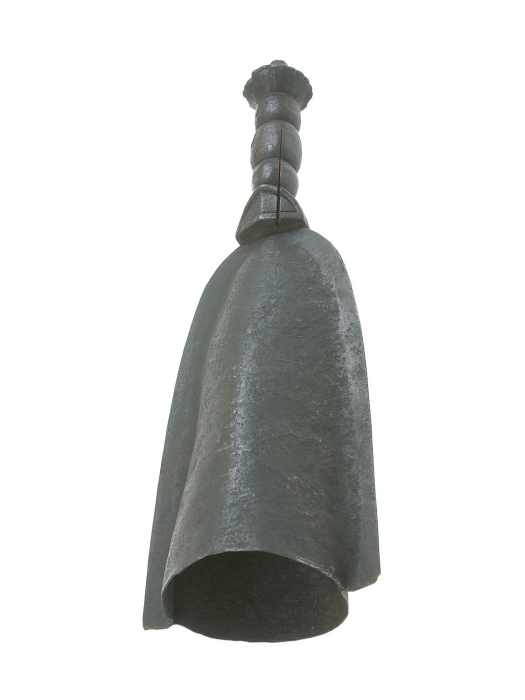
Cloche simple métallique - Cabinda avant 1907 (Tropenmuseum)

#### Les cloches en bois
On en trouve de deux types:

##### La cloche kunda
Taillée dans un seul bloc de bois, cette cloche double en forme de sablier possède en chacune de ses deux moitiés, de deux à quatre petits battants de bois. 
Elle fait partie de l'attirail du féticheur ou guérisseur (Nganga).

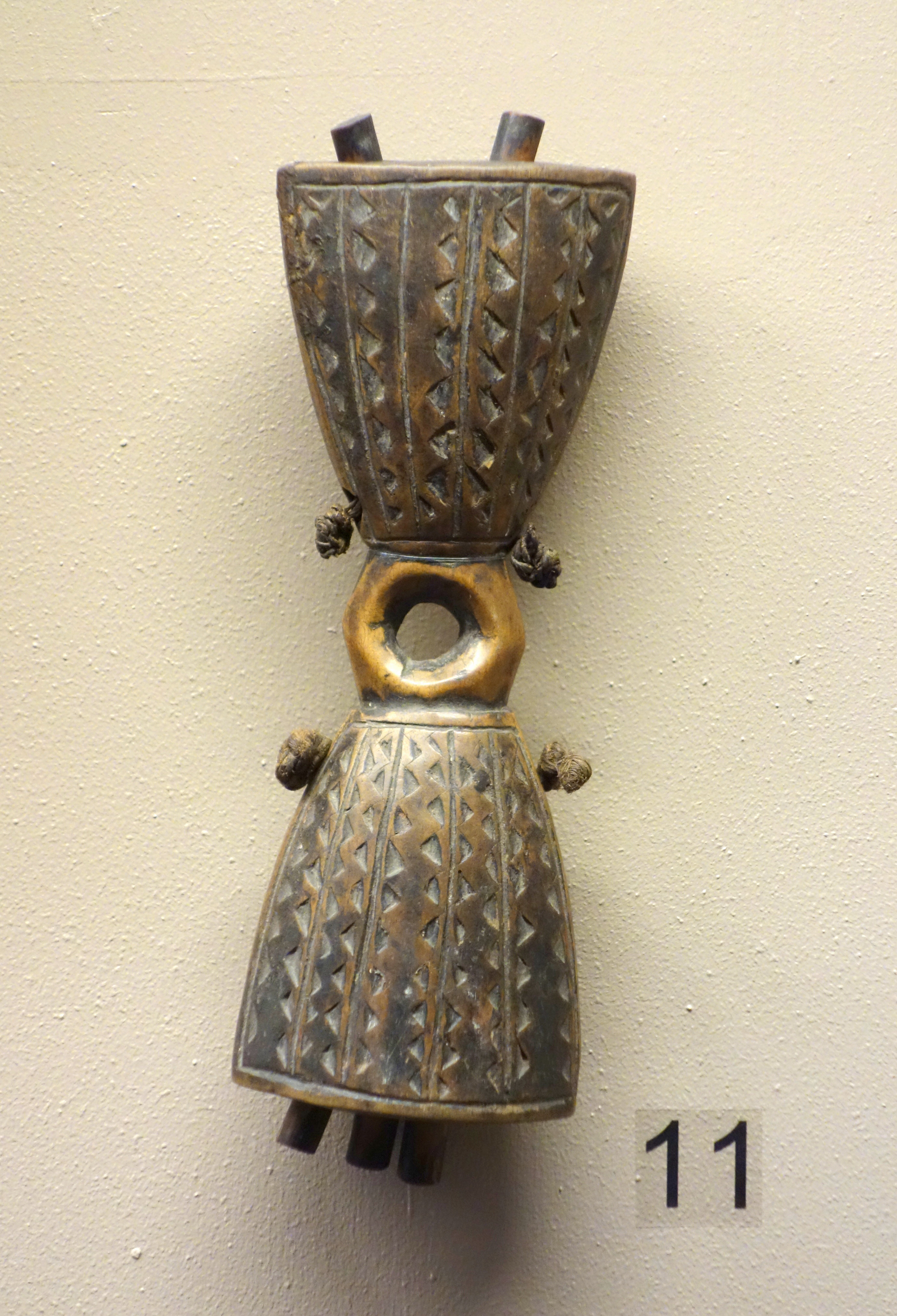
Kunda - Double cloche en bois Kongo - (Musée royal de l'Afrique centrale)

##### La cloche dibu
Sa forme arrondie rappelle le fruit du palmier borassus. Elle possède un à deux battants internes. Elle est fréquemment attachée au poitrail ou au cou des chiens congolais. Il était en effet courant, et encore de nos jours, de voir chez les Kongo des chiens incapables d’aboyer; la cloche permettait doc de les localiser facilement et d’effrayer le gibier lors des battues. Celui utilisé par le nganga est de plus grande taille et richement décorée (poignée sculptée, figures géométriques gravées sur le bois). 

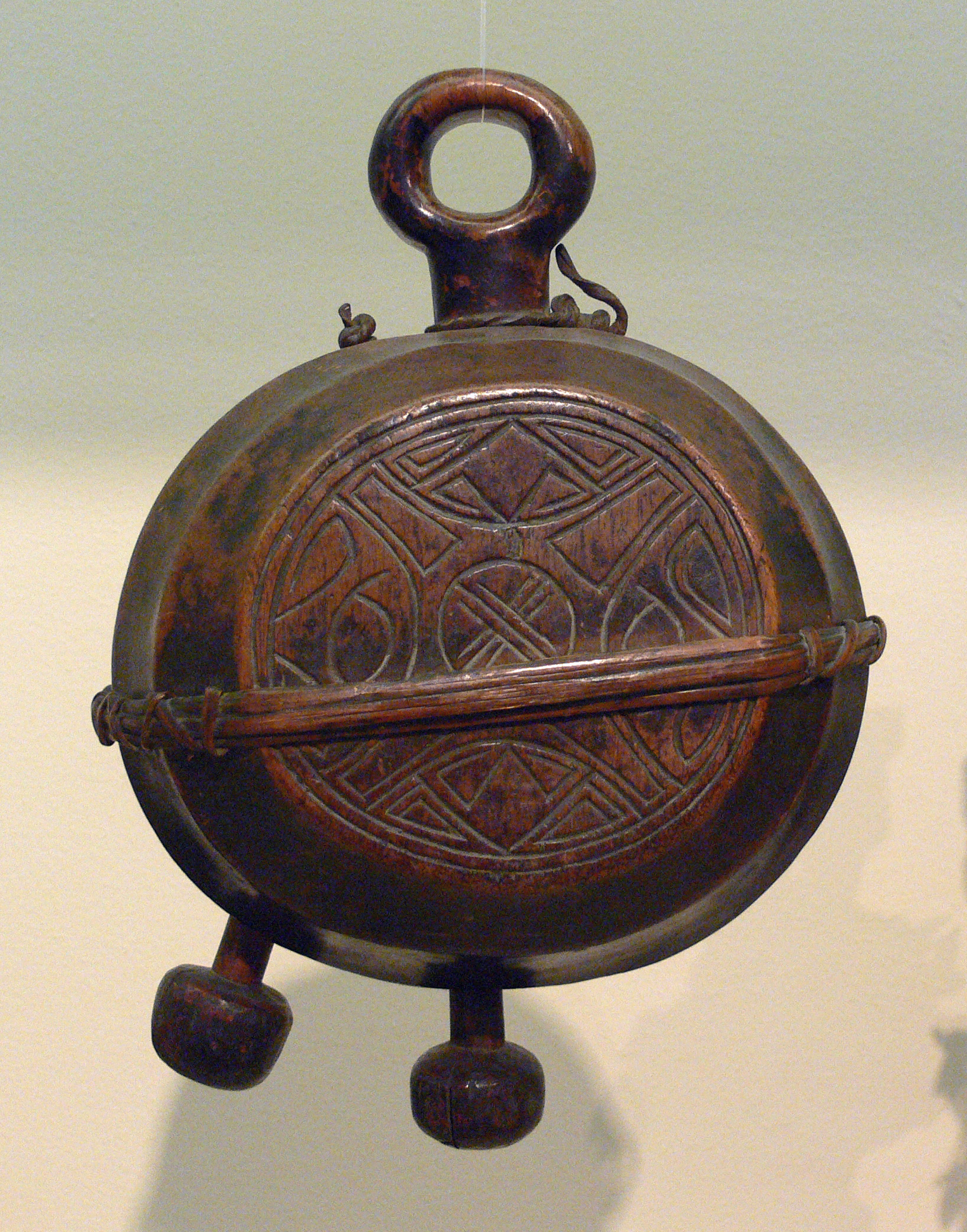
Cloche Yombe (Linden-Museum)

### Le tambour à fente
Le tambour à fente est taillé dans un rondin de bois, évidé et muni d’une mince fente faisant office d’ouverture de résonance. La fente est généralement constituée de deux carrés ou rectangles reliés par une étroite rainure. Le musicien percute, au moyen d’une baguette de bois aux extrémités munies de caoutchouc, l’un ou l’autre côté de la fente, produisant ainsi deux tons distincts. Ce tambour possède une fonction de communication ; les deux tons qu’il produit sont calqués sur les tons du langage parlé des Bantous.
Un autre modèle est le tambour à fente à tête anthropomorphe sculptée (nkonko ou nkoko en langue vili). Il est encore nommé nkonko ngombo par les Mbata car il intervient dans le culte secret de ngombo. Ce tambour mesure en moyenne 30 cm de longueur pour un diamètre de 9 cm. Il est taillé dans un bloc de bois, comme le lokolé. La poignée est sculptée en forme de figure humaine. Seul le nganga peut se servir de ce tambour lors de rituels secrets, pour appeler et communiquer avec les esprits guérisseurs ancestraux.

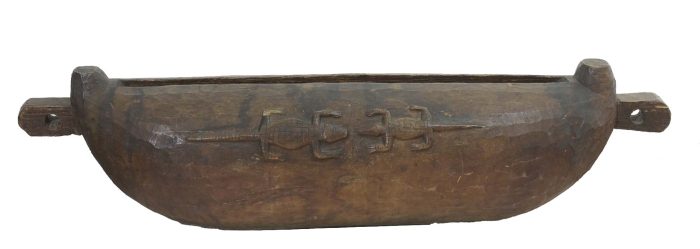
Tropenmuseum
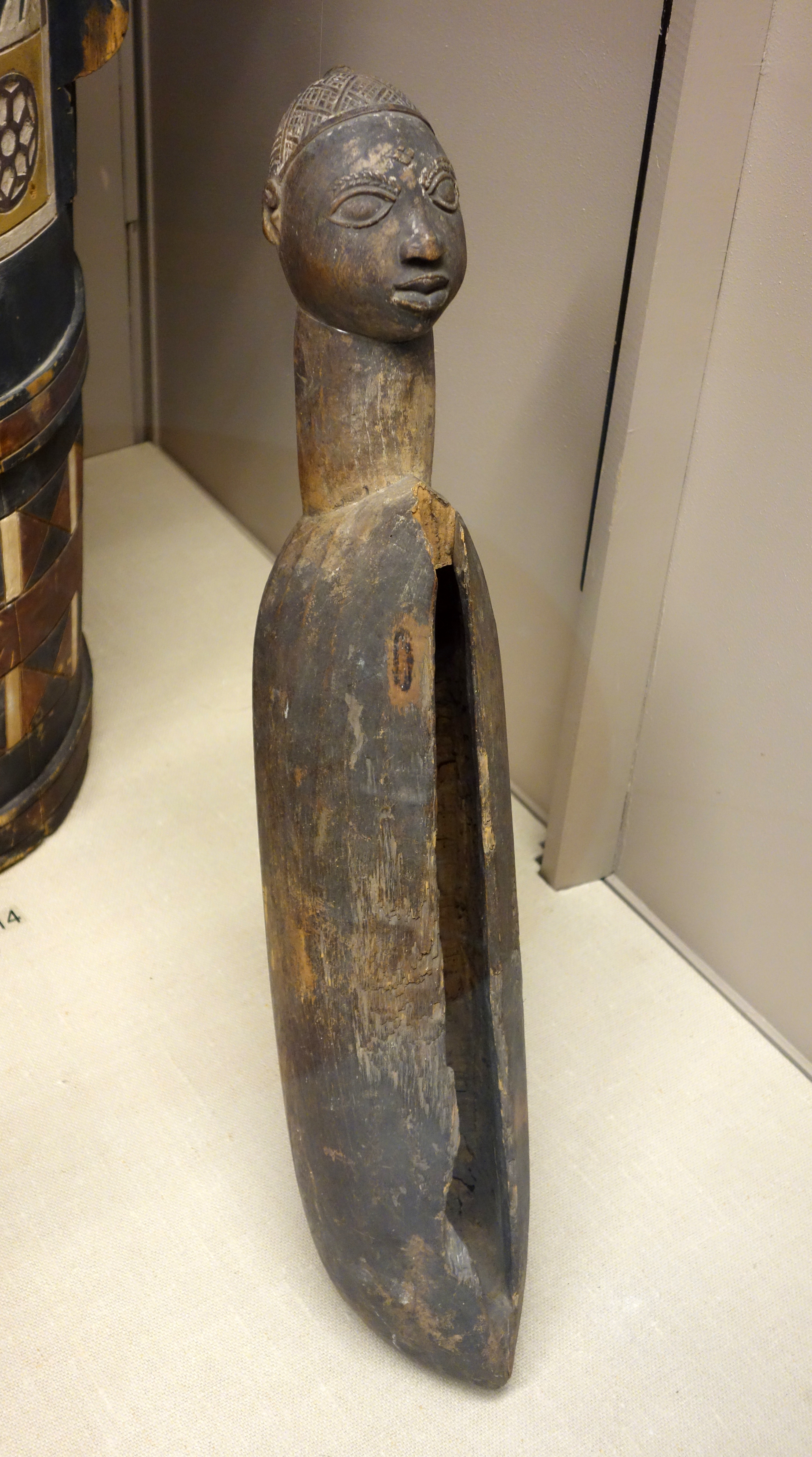

### Les idiophones par raclement

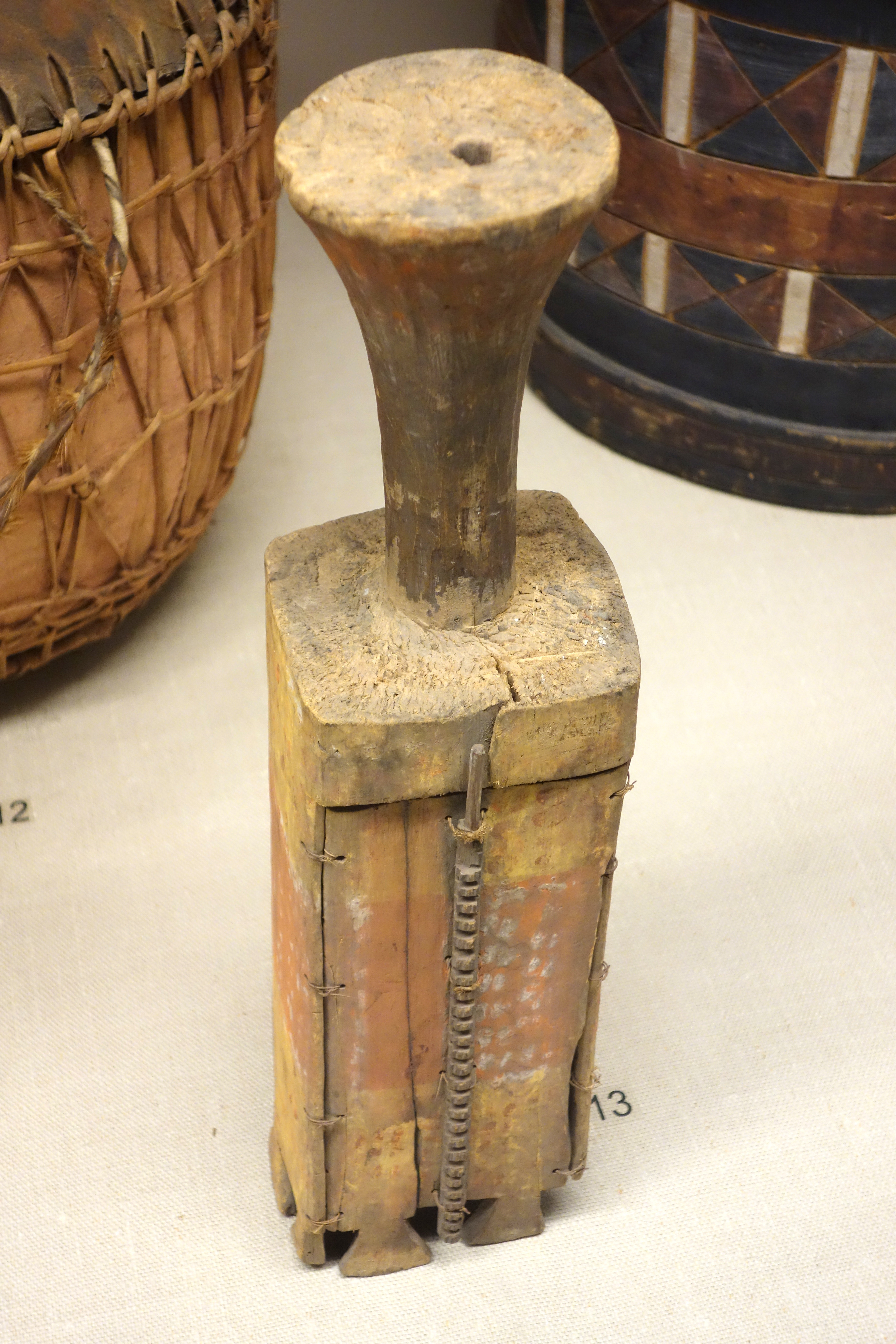
Racloir (Kilondo, Kasuto, Munkwaka,  etc.)  - (Musée royal de l'Afrique centrale)